# Sistema electoral
Un sistema electoral està conformat per una sèrie de regles per mitjà de les quals els votants poden expressar llurs preferències, les quals, de manera agregada, defineixen un resultat final. Estableixen com es converteixen els vots en càrrecs. L'estudi dels sistemes electorals és la teoria del vot, una subdisciplina de les ciències polítiques, de l'economia o de la matemàtica.
Els elements d'un sistema electoral són:
- Grau d'elecció
- Nombre de representants elegibles
- Distribució dels càrrecs en circumscripcions
- Tipus de candidatures
- Forma d'expressar el vot
- Fórmula electoral
- Procediment de provisió de vacants
- En alguns casos, la barrera legal

## Criteris d'un bon sistema
És impossible dir que un sistema és "el" sistema perfecte, atès que algunes característiques positives dels sistemes electorals són contradictòries. Si, per exemple, un candidat és molt apreciat per la majoria dels electors, però també molt odiat pels altres, és un millor candidat que un d'altre que és moderadament apreciat per tots? Els sistemes electorals tenen cadascú una visió diferent d'aquest tipus de problemes.
Les actituds quant als sistemes electorals són influenciades per l'impacte que tenen sobre els grups que un elector prefereix, la qual cosa fa que les comparacions entre els diversos sistemes electorals sigui molt difícil. Per poder comparar els sistemes de manera adequada i independent de les ideologies polítiques, els teoritzadors del vot utilitzen una sèrie de criteris que defineixen potencialment les propietats dels sistemes electorals matemàticament.

### Teoria de la impossibilitat
Kenneth Arrow va rebre el Premi del Banc de Suècia en ciències econòmiques el 1972 per haver demostrat en la seva tesi de 1951 la impossibilitat de transformar les preferències individuals en una elecció col·lectiva agregada sense violar almenys una de les condicions següents: 
- Universalitat: la funció de l'elecció social ha de ser definida per a totes les possibles preferències lògiques
- No dictadura: cap individu no ha d'imposar les seves preferències, de manera independent a les preferències dels altres
- Monotonia: si un elector millora el rang o posició d'una opció, això no l'ha de perjudicar mai
- Irrellevància de les opcions no pertinents: treure un candidat (llevat del guanyador) no ha de canviar pas el resultat del vot
- Sobirania: cap elecció social no ha de ser impossible a priori.

### Altres criteris
Altres criteris que poden considerar-se són:
- Criteri de la majoria: si hi existeix una majoria que prefereix un candidat en específic, guanyaria sempre si aquesta majoria vota honestament?
- Criteri de la consistència: si l'electorat està dividit en dos i una opció guanya en els dos grups per separat, guanyaria en conjunt?
- Criteri de la participació: sempre és millor votar honestament que no votar?
- Criteri de Condorcet: si un candidat guanya els altres candidats en una comparació un a un, guanyaria sempre en conjunt?
- Irrellevància dels candidats clonats: el resultat canvia si s'agreguen candidats idèntics als candidats ja existents?

## Característiques dels sistemes electorals
Un sistema electoral ha d'especificar la papereta electoral, els vots permesos, i un mètode de còmput o compte (un algorisme per determinar el resultat). El resultat pot ser un guanyador únic, o múltiples guanyadors com és el cas de les eleccions d'un cos legislatiu. El sistema electoral també pot especificar com es distribueix el poder de vot entre l'electorat i com es divideix l'electorat (districtes o circumscripcions).
La implementació real d'una elecció no és part del sistema electoral. Per exemple, encara que un sistema electoral defineix la papereta de manera abstracta, no especifica si ha de ser un paper físic, una targeta perforada o una representació electrònica. Un sistema electoral tampoc no especifica si els vots s'han de conservar en secret, com s'ha de verificar que el còmput ha estat precís ni els grups que tenen dret a votar. Aquestes característiques varien entre els diferents països independentment del sistema electoral que utilitzin.

## Mètodes amb un guanyador
Els mètodes amb un guanyador són classificats d'acord amb el tipus de papereta que s'utilitza: sistemes binaris (la papereta presenta l'opció de votar o no votar per un o més candidats), sistemes de rang o preferencials (la papereta presenta tots el candidats que l'elector ha d'ordenar del més preferit al menys preferit) i sistemes d'avaluació o estimació (la papereta presenta tots els candidats als quals l'elector ha de donar una puntuació).

### Sistemes binaris

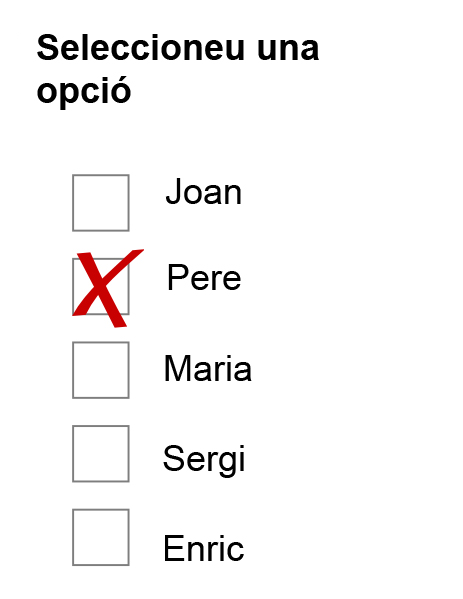
Papereta del vot uninominal

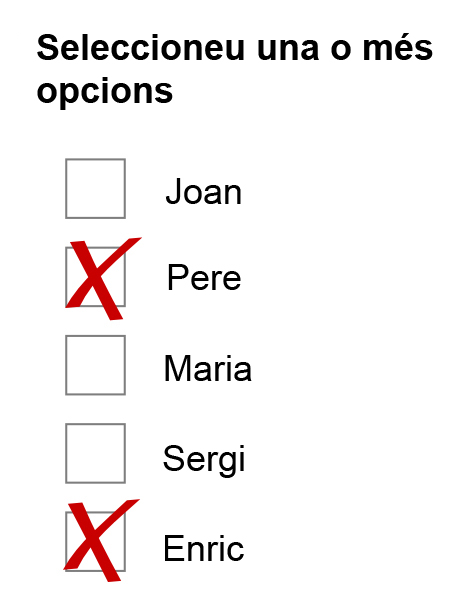
Papereta d'un vot d'aprovació

El sistema binari més utilitzat arreu del món és l'escrutini uninominal majoritari (també anomenat "majoria relativa" o "vot plural"), en què l'elector vota per una opció, i el candidat que rebi el major nombre de vots guanya l'elecció, encara que no obtingui la majoria absoluta. Si, però, cal que el candidat guanyi per majoria absoluta, s'utilitzen mètodes eliminatoris. Els mètodes eliminatoris més comuns són:
- segona volta entre els dos candidats amb més vots
- eliminació gradual del candidat més dèbil fins que un candidat obtingui majoria absoluta
- elecció exhaustiva sense eliminació; cap candidat no n'és eliminat, les votacions es repeteixen fins que un candidat rebi la majoria absoluta.

Cal esmentar que les paperetes dels sistemes binaris no necessàriament són exclusives; els sistemes de vot d'aprovació, per exemple, permeten que l'elector voti per més d'un candidat. No obstant això, és el candidat amb més vots el que guanya l'elecció.

### Sistemes preferencials

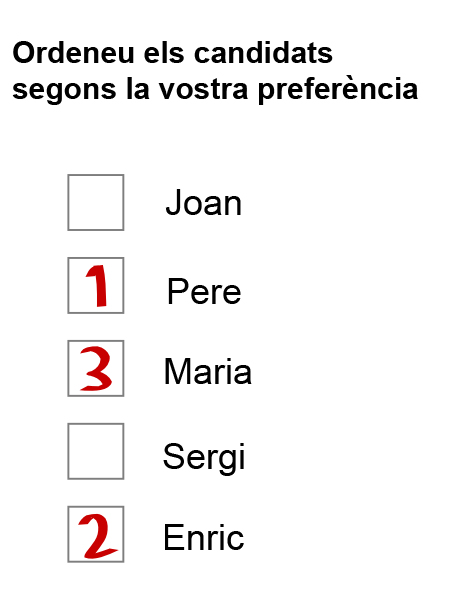
Papereta d'un vot preferencial

Els sistemes electorals preferencials o de rang són mètodes que permeten que l'elector ordeni els candidats d'acord amb les seves preferències, del més preferit al menys preferit. No és necessari que l'elector ordeni tots els candidats; els candidats que no siguin ordenats es consideren menys preferits. Alguns sistemes electorals preferencials permeten que l'elector ordeni dos o més candidats en la mateixa posició.
El mètode preferencial més utilitzat és el segon torn instantani també conegut com a "vot alternatiu" en què les preferències dels electors són utilitzades per simular una ronda d'eliminacions. En computar els vots l'opció amb menys vots és eliminada. En els còmputs successius els vots eliminats es transfereixen al següent candidat menys preferit que no ha estat eliminat, fins a arribar a una elecció entre dos candidats, i el més preferit guanya per majoria absoluta. Totes les paperetes són considerades en cada ronda d'eliminació.
Un altre mètode preferencial és el vot únic transferible (STV per les seves sigles en anglès), que assegura una representació proporcional sense la necessitat d'utilitzar una llista de candidats per partit. STV és utilitzat a Austràlia, la República d'Irlanda, Irlanda del Nord i Malta. També és utilitzat en algunes eleccions locals de Nova Zelanda.

### Sistemes d'estimació
Els sistemes d'avaluació o estimació són més flexibles que els sistemes preferencials, però, pocs mètodes han estat dissenyats per utilitzar-los. En els sistemes d'estimació cada elector dona una puntuació a cada opció; les puntuacions sovint són numèriques (1 al 5, 0 al 100) o en lletres (A, B, C, D ...). L'opció o el candidat amb la major puntuació guanya l'elecció. El vot d'aprovació és una subcategoria dels sistemes d'eliminació en què les puntuacions permeses són 0 i 1.

## Mètodes amb múltiples guanyadors
Els mètodes amb múltiples guanyadors són aquells per mitjà dels quals s'elegeixen dos o més membres d'una assemblea o cos legislatiu. Existeixen tres tipus de mètodes classificats d'acord al resultat final en relació amb la composició del cos legislatiu: mètodes no proporcionals, mètodes proporcionals i mètodes mixtos o semi-proporcionals.

### Mètodes no proporcionals

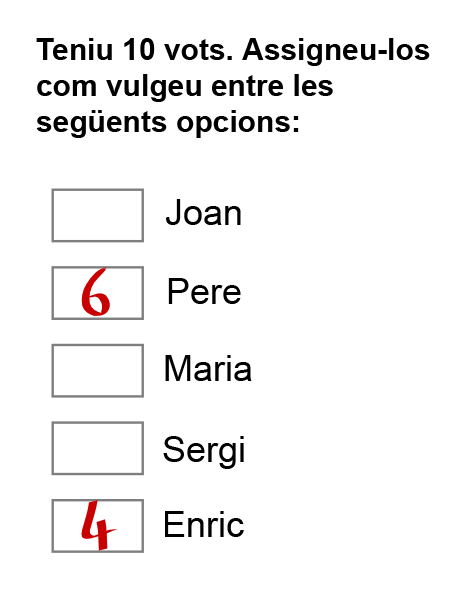
Papereta d'un vot acumulatiu

La majoria dels mètodes amb múltiples guanyadors són només extensions dels mètodes amb un guanyador, en què no s'obté un resultat proporcional. Aquest sistema es prefereix quan els membres del cos legislatiu són representants directes de llurs regions o comunitats específiques, i per tant, la composició partidista del cos legislatiu és irrellevant o està subordinada a l'elecció local.
L'extensió més utilitzada és l'extensió de l'escrutini uninominal majoritari per districte o circumscripció electoral. Cada circumscripció elegeix a un representant per majoria relativa (uninominal majoritari) i el cos legislatiu és integrat per l'agregació dels guanyadors de cada circumscripció. Si, per alguna raó el partit A guanya el partit B en totes les eleccions locals de les circumscripció amb majoria relativa, el partit B no tindrà cap representació en el Congrés, encara que un percentatge considerable de la població hagi votat pel partit B. Per tant, aquest sistema es prefereix quan l'elecció del candidat és més important (i.e. si és un membre conegut de la localitat o circumscripció i coneix els problemes locals per a representar la veu de la població en el Congrés) que no pas la composició percentual partidista del cos legislatiu.
Un altre mètode no proporcional és el vot en bloc, o escrutini majoritari plurinominal en què cada elector vota per n opcions i un nombre determinat de candidats (n o menys) amb més vots són declarats guanyadors, similar al sistema utilitzar per elegir els senadors espanyols. Altres mètodes són el vot únic no transferible i el vot acumulatiu.
La majora de les repúbliques presidencialistes utilitzen l'agregació de candidats uninominals majoritaris per conformar llurs cossos legislatius (cambres de diputats i senats) com ara els Estats Units, encara que altres països anglòfons, però, amb sistemes parlamentaris també en fan ús, com ara en l'elecció dels membres de la Cambra dels Comuns del Regne Unit. En la majoria de la resta de les democràcies parlamentàries sovint s'utilitza només per a l'elecció de senadors, encara que amb modificacions per augmentar-ne el nombre d'acord amb la població de les circumscripcions (províncies o comunitats).
Els mètodes no proporcionals, principalment l'agregació de l'escrutini uninominal majoritari, tendeixen a crear sistemes bipartidistes de facto, sistemes polítics amb dos partits polítics influents o únics, sovint amb ideologies oposades. Atès que és més fàcil aconseguir majoria congressual o parlamentària amb aquest mètode, sovint no és necessari que els sistemes parlamentaris formin governs de coalició.

### Mètodes proporcionals
Article principal: Escrutini proporcional plurinominal
Els mètodes proporcionals, sovint utilitzats en les eleccions parlamentàries, es prefereixen quan la composició total de la legislatura és més important que no pas els candidats que hi són elegits. Els mètodes proporcionals cerquen la representació proporcional; és a dir que si un partit polític obté X% dels vots, també ha d'obtenir X% dels seients del cos legislatiu (sense importar si el partit ha obtingut majoria en les diverses circumscripcions electorals, si n'hi ha).
Els mètodes proporcionals o de representació plena garanteixen la proporcionalitat donant a cada partit un nombre de seients que correspongui al percentatge de vots obtinguts. Cada candidat guanyador representa aproximadament al mateix nombre d'electors o quota. Si la quota és 1000 electors, llavors cada candidat reflecteix les opinions de 1000 electors.
La majoria dels sistemes de representació proporcional (també anomenat escrutini proporcional plurinominal) són basats en la representació proporcional de llistes de partits, en què els electors voten pels partits i no pas per candidats. Per cada quota que rebi el partit (o percentatge de vots) un dels seus candidats de la llista guanya un escó del cos legislatiu. Hi ha diversos mètodes per assignar els escons d'acord amb les quotes, com ara el mètode Sainte-Laguë i la regla D'Hondt, que determinen la quota de manera indirecta.
Independentment del mètode utilitzat per assignar els escons, les llistes dels partits poden ser obertes o tancades. En una llista oberta els electors decideixen quins candidats del partit han de guanyar els escons. En les llistes tancades, els escons s'assignen als candidats d'acord amb l'ordre preestablert pel partit. La majoria dels estats d'Europa amb sistemes parlamentaris utilitzen l'escrutini proporcional plurinominal, almenys en les eleccions a diputats. Espanya fa ús d'aquest mètode amb llistes tancades.
Atès que tots els partits polítics sempre són representants amb els mètodes proporcionals, a diferència dels mètodes no proporcionals, és difícil que un partit obtingui majoria absoluta; sovint els parlaments tendeixen al multipartidisme i s'han de formar coalicions per a formar el govern o la presidència.

### Mètodes mixtos i semiproporcionals
Articles principals: Representació proporcional mixta i Vot paral·lel
Alguns sistemes electorals combinen diferents tipus de mètodes d'elecció múltiple. En els mètodes mixtos la regió és dividida en districtes electorals que elegeixen llurs candidats per majoria relativa (diputats uninominals) que agregats conformen el cos legislatiu. Però, a més s'hi agrega un nombre específic de diputats que són elegits per representació proporcional (diputats plurinominals). Els diputats plurinominals poden ser elegits d'acord al percentatge de vots nacionals o per circumscripció superior al districte electoral uninominal. (Per exemple, el país pot estar dividit en 300 districtes electorals per a l'elecció de diputats uninominals per majoria relativa i en 5 circumscripcions nacionals per a l'assignació de 60 diputats plurinominals per a cadascuna d'aquestes circumscripcions). Si la composició total del cos legislatiu mixt reflecteix la proporció dels vots que cada partit rep en l'elecció, el sistema és anomenat un sistema de representació proporcional mixta. Si la composició del cos legislatiu mixt no reflecteix la proporció del vots, s'anomena sistema de vot paral·lel. Alguns estats que utilitzen mètodes mixtos són: Mèxic, Argentina, Hongria, Alemanya i Regne Unit.

## Història dels sistemes electorals i la teoria del vot

### Democràcia antiga
Els sistemes de votació han estat utilitzat com a element essencial de les democràcies ateneses des del segle vi aC. Una de les eleccions més antigues de les que se’n té constància a Atenes va utilitzar era el vot majoritari en què no era desitjable guanyar: en el procés d'ostracisme, els electors escollien el ciutadà que volien fos exiliat per deu anys. La majoria de les eleccions de la història antiga utilitzaven el vot uninominal majoritari amb algunes variants. Durant l'edat mitjana, l'estat de Venècia, el segle xiii va adoptar el sistema que avui dia coneixem com a vot d'aprovació per elegir el seu Gran Consell.

### Fonaments de la teoria de vot
La teoria del vot es va convertir en una disciplina acadèmica a finals del segle xviii. Jean-Charles de Borda va proposar el còmput Borda el 1770 com a mètode per elegir els membres per a l'Acadèmia Francesa de les Ciències. El marquès de Condorcet es va oposar a aquest sistema i va proposar el mètode de comparació de dos candidats. Les diverses maneres d'implementar aquest mètode s'anomenen mètodes de Condorcet. També va proposar allò que es coneix com la paradoxa de Condorcet, que ell anomenaria la "intransivitat de les preferències majoritàries".
Encara que Condorcet i Borda són considerats com els fundadors de la teoria del vot, els estudis recents han demostrat que el filòsof Ramon Llull va dissenyar un mètode que satisfeia el còmput de Borda i el criteri de Condorcet al segle xiii. Els manuscrits que descriuen aquests mètodes, perduts al llarg de la història, van ser descoberts el 2001 .
Més tard, al segle xviii es va començar a estudiar el concepte de repartiment. La força motivadora dels estudis dels mètodes de repartiment just va ser la constitució dels Estats Units d'Amèrica que ordenava que els escons de la Cambra dels Representants fossin assignats entre els estats proporcionalment a llur població, però, no especificava la manera de fer-ho. Es van proposar nombrosos mètodes per polítics com Alexander Hamilton, Thomas Jefferson i Daniel Webster. Alguns dels mètodes que es van descobrir als Estats Units, van ser redescoberts a Europa al segle xix, com a mètodes d'assignació d'escons per als nous sistemes de representació proporcional que s'hi havien proposat. Per tant, molts mètodes d'assignació tenen una nomenclatura dual: els mètode de Jefferson és conegut a Europa com la regla D'Hondt, i el mètode de Webster hi és conegut com el mètode Sainte-Laguë.
El sistema del vot únic transferible (STV) va ser creat per Carl Andrae a Dinamarca el 1855 i a Anglaterra per Thomas Hare el 1857. No se sap si llurs propostes i descobriments es van realitzar de manera independent. El 1856 es van realitzar les primeres eleccions amb el sistema STV a Dinamarca, i el 1896 a Tasmània, després que el mètode hi fos promogut per Andrew Inglis Clark. La representació proporcional amb llistes de partits van ser utilitzades per primera vegada per elegir els diversos parlaments d'europea al començament del segle xx; Bèlgica seria el primer estat a implementar-la el 1900. Des de llavors, els mètodes proporcionals i semi-proporcionals han estat utilitzats en gairebé tots els estats democràtics, llevat dels estats anglòfons i les colònies britàniques la majoria de les quals utilitzen l'extensió de l'escrutini uninominal majoritari.
Possiblement influenciats pel desenvolupament ràpid dels mètodes de múltiples guanyadors, els investigadors van començar a publicar noves propostes per als mètodes amb un guanyador a finals del segle xix. William Robert Ware va proposar l'aplicació del STV a les eleccions amb un guanyador la qual cosa va produir el mètode d'eliminació instantània o vot alternatiu o preferencial (IRV). Els matemàtics van començar a revisar les idees de Condorcet i a inventar nous mètodes per a la conclusió de Condorcet. Edward J. Nason va combinar el recent IRV amb el còmput de Borda produint un nou mètode de Condorcet, que va ser anomenat el mètode de Nason. Charles Dogson (més conegut com a Lewis Carroll) va publicar fullets sobre la teoria del vot. Va presentar l'ús de les matrius per a analitzar les eleccions de Condorcet. També va proposar un mètode que porta el seu nom.

### Influències de la Teoria de jocs
Després que John von Neumann va haver proposat la disciplina matemàtica de la teoria de jocs durant la dècada de 1940, es van utilitzar noves eines matemàtiques per analitzar els sistemes de vot i el vot estratègic. L'ús dels criteris matemàtics per avaluar els sistemes electorals va ser proposat quan Kenneth Arrow va demostrar, en la teoria de la impossibilitat que alguns criteris desitjables eren mútuament contradictoris, demostrant, doncs, les limitacions inherents dels sistemes electorals. El teorema d'Arrow és un dels resultats més famosos de la teoria del vot, i va ser el fonament d'altres resultats significatius com el teorema de Gibbard-Satterhwaite, que demostra que el vot estratègic és inevitable en algunes circumstàncies comunes.
L'ús de la teoria de jocs per a analitzar els sistemes electorals també va dur al descobriment dels efectes estratègics emergents d'alguns sistemes. La Llei de Duverger n'és un exemple important, que va demostrar que el vot plural produeix sistemes bipartidistes. Noves investigacions de la teoria de jocs van ser realitzades per Steven Brams i Peter Fishburn per a definir i promoure formalment l'ús del vot d'aprovació el 1977. Encara que el vot d'aprovació era utilitzat abans, no havia estat definit formalment i no era considerat com a objecte d'estudi acadèmic.